# Tekla Żurowska
Tekla Żurowska, herbu Leliwa (ur. 1773), druga wielka miłość Tadeusza Kościuszki.

## Życiorys
Urodziła się w 1773 r., jako córka Macieja (ur. 1724) i jego żony Barbary Wisłockiej, herbu Sas. Ojciec – prezes sądów, chorąży żydaczowski, generał-major, z żoną ufundowali kościół w Płoskirowie. Kiedy Tekla miała 18 lat zakochał się w niej ze wzajemnością Tadeusz Kościuszko (opublikowane są jego listy miłosne do niej). Poznali się w 1791 r. w Międzybożu, gdzie Kościuszko kwaterował. Żurowscy zjechali tam wówczas na kurację do słynnego lekarza Hakenszmita. Ojciec jednak nie dał zezwolenia na małżeństwo ze względu na dużą różnicę wieku (Kościuszko miał wówczas już 45 lat) oraz brak majątku (miał tylko szarżę wojskową). Tekla wyszła za Stanisława Chwaliboga. Miała syna: Józefa Chwaliboga, filozofa (1808-1841).